# Romain Ntamack
Romain Ntamack (Toulouse, 1 de mayo de 1999) es un jugador francés de rugby que se desempeña como apertura y juega en el Stade Toulousain del Top 14. Es internacional con Les Bleus desde 2019 e hijo de Émile Ntamack, también jugador de rugby.

## Selección nacional
Representó a Les Bleuets durante dos años y ganó diversos campeonatos, destacando el Mundial Sub-20 conseguido en su propio país en 2018.
Jacques Brunel lo convocó a Les Bleus para disputar el Torneo de las Seis Naciones 2019 y debutó contra los Dragones rojos, ingresando en sustitución de Camille López. Se ganó la titularidad durante los amistosos para el Mundial de Rugby 2019.

### Participaciones en Copas del Mundo
Brunel lo seleccionó para participar de Japón 2019.
| Mundial                       | Sede  | Resultado        | PJ | Tries |
| ----------------------------- | ----- | ---------------- | -- | ----- |
| Copa Mundial de Rugby de 2019 | Japón | Cuartos de final | 4  | 0     |

## Palmarés y distinciones notables
- Campeón del Torneo de las Seis Naciones de 2022 y 2025
- Campeón del Top 14 de 2018–19, de 2020-21, 2022-23, 2023-24 y 2024-25
- Copa de Europa de 2020-21
- Campeón del Mundial Juvenil de 2018.
- Campeón del Seis Naciones M20 de 2018.
- Campeón del Europeo Sub–18 de 2017.